# 第17屆金曲獎
由中華民國（台灣）行政院新聞局主辦、東風衛視承辦的第十七屆金曲獎共頒發32獎項，計有153家有聲出版業者、399張CD專輯、共6,884件作品報名角逐。入圍名單於2006年5月5日公布，計有152件作品入圍。2006年6月10日晚間於臺北小巨蛋舉行頒獎典禮，此屆金曲獎主題為「Music Orz」，由陶晶瑩、徐熙娣主持。

## 評審團
總召集人:
劉亞文
流行音樂作品類：

劉亞文、王海玲、王福怡、包勝雄、何東洪、吳廷宏、呂理傑、周月綺（小百合）、姜雲玉、張富、陳弘樹、陳俊辰、陳瑞凱、楊熾明、葉雲平、劉衛莉、蔡永文、韓正皓、嚴子貿
傳統暨藝術音樂作品類：

王瑞裕、方銘健、史擷詠、吳榮順、明立國、洪萬隆、陳冠州、黃莉翔、簡上仁、吳函峮

## 獎項異動
上屆依演唱語言分為四獎項的流行音樂類新人獎，本屆重新合併成「最佳流行音樂演唱新人獎」。1997年第8屆金曲獎取消的「最佳年度歌曲獎」自本屆起恢復頒發。總獎項數由上屆34項調整為32項。

## 入圍暨得獎名單
| 以表示得獎者 |

## 表演節目
- 王力宏、歐陽靖－《金曲英雄》
- 陳秋霞、黃韻玲－《又一道彩虹》
- 吳兆南、郎祖筠、劉增鍇－《金曲講》
- 吳建豪、安七炫－《ASIA JUMP》
- SEVEN－《LUCKY SEVEN》
- 陳奕迅、孫燕姿－《GOLDEN MELODY》
- MC HOTDOG、張震嶽－《嬈擺！台客》（神秘嘉賓：侯佩岑）
- 張學友－《但願人長久》、《甜蜜蜜》、《海韻》、《忘記他》、《假如我是真的》
- 張惠妹－《Music Orz》

## 外部連結
- 第17屆金曲獎入圍名單 （页面存档备份，存于），文化部影視及流行音樂產業局.2006-07-04
- 第17屆金曲獎得獎名單 （页面存档备份，存于），文化部影視及流行音樂產業局.2006-07-04